# Karl Popper
Sir Karl Raimund Popper (født 28. juli 1902 i Wien, død 17. september 1994 i London) var en østrigsk videnskabsfilosof.

## Baggrund
Popper voksede op i et bogligt hjem, hvor forældrene, der var af jødisk herkomst, havde konverteret til protestantismen, før Popper blev født. Hans far var radikal og lagde et stort arbejde i at drive Asyl für Obdachlose (dansk: pensionater for hjemløse). I et af dem boede den unge Hitler. Popper uddannede sig først til møbelsnedker, og blev specialist på at lave store chatoller og skriveborde med indviklede skuffearrangementer. Derefter tog han læreruddannelse. Han boede i skolebarakker og underviste Wiens fattigste børn. Samtidig fulgte han forelæsninger i matematik og fysik, og studerede musik ved Wiens musikkonservatorium. 
Af frygt for nazismen emigrerede han i 1937 til New Zealand, hvor han var ansat på Canterbury University College i Christchurch. I denne periode skrev han The Open Society and Its Enemies, som han senere beskrev som sin wartime effort (dansk: krigsindsats). Værket er et forsvar for demokratiet og det åbne samfund, og et opgør med filosofferne Platon, Hegel og Marx, hvis filosofiske idébygninger efter Poppers mening foruddiskonterer totalitære systemer som nazismen og kommunismen. Værket cirkulerede senere i det kommunistiske Østeuropa som samizdatlitteratur. Han angreb marxismens idé om, at økonomien styrer politikken, som om politikerne stod magtesløse overfor økonomien. Popper udtalte, at Marx aldrig forstod den funktion, staten kan – og bør – have for at sikre frihed og humanitet. Han beundrede alligevel Marx som tænker, fordi denne var drevet af en "humanitær impuls", og gjorde et hæderligt forsøg på at anvende rationelle metoder på komplicerede samfundsproblemer. Popper advarede mod biologiske modeller af mennesker eller historien, fordi de nemt kan blive racistiske; og mod misbrug af økonomisk magt, ikke mindst den tøjlesløse kapitalisme: "Det er nemt at lære af små fejlgreb, men meget svært at lære af meget store fejlgreb." 
Hans sidste efterskrift om marxismen, samme år som han døde, var: "Sovjetkommunismen er død, og med den atomtruslen. Så lad os være glade, og håbe at den trussel ikke vil komme tilbage i ny form, og lad os opgive skillet mellem højre og venstre, dele af den arv, marxismen efterlod sig, og som var en konsekvens af atomtruslen. Lad os nu leve i fred og glæde os ved vort ansvar." Han angreb kritikken af efterkrigstidens Vesten. Godt nok så Popper meget forkert ved Vestens samfundsform: "Men jeg er ikke i tvivl om, at det er den bedste, som nogensinde har eksisteret...Der synes at være en konkurrence om at komme med dommedagsprognoser: Jo mere radikalt, man nedvurderer de vestlige samfund, desto større er chancen for at blive hørt eller spille en ledende rolle i dem...I Europa og Nordamerika, New Zealand og Australien har vi de bedste og mest lighedsbaserede samfund i hele menneskehedens historie. Det vigtigste er, at vi er beredt til at lytte til informeret kritik, og vi er glade, hvis vi møder fornuftige forslag til forbedring af disse samfund. For vore samfund er ikke blot åbne for kritik – men de er ivrige efter at reformere sig selv." 
Efter krigen tog han i 1947 til London, hvor han blev ansat på London School of Economics. Han boede i England til sin død. I sine erindringer, Unended Quest (dansk: Uafsluttet søgen) fra 1975, skrev han: "Efter at min kone og jeg flyttede til Penn i Buckinghamshire i 1950, har jeg mistanke om, at jeg er den lykkeligste filosof, jeg har mødt...En af de mange kilder til lykke er at få et glimt her og der af et nyt aspekt ved den ufattelige verden, vi lever i, og den utroligt interessante rolle, vi spiller i den." 

## Filosofi
Hele Poppers filosofi kan opsummeres som kritisk rationalisme.

### Videnskabsteori
Videnskabsteoretisk grundlagde Popper falsifikationismen. Dette kaldes også fallibilisme. Modsat de logiske positivister, der hævdede, at en videnskabelig teori skulle være verificerbar – dvs. at den skulle kunne bekræftes gennem observation – forsvarede Popper et falsifikationistisk standpunkt.
Bekræftelse af teorier skulle ske via induktion. Popper leverer en ætsende kritik af induktionen, hvor han videreudvikler David Humes argumenter, og tilbageviser de forskellige nye varianter af induktion, så som forsøget på at anvende sandsynlighedsteori.
Kriteriet for en videnskabelig teori var for Popper derimod, at den kunne falsificeres, dvs. at skal være formuleret således, at den kan modsiges af empiriske iagttagelser. Jo bedre teorien er, jo nemmere er den at modbevise. Det er fordi, at jo mere almen en teori er, jo mere forudsiger den. Således er Einsteins relativitetesteori en bedre teori end Newtons fysik, fordi den er mere almen og nemmere at falsificere.
Popper afviser tanken om at enkelte observationer eller eksperimenter er ufejlbarlige, og han vil heller ikke henføre dem til enkelte sanseindtryk, sådan som mange andre teoretikere fra Wien gjorde det i hans samtid. En observation kan også altid ændres. I "Logik der Forschung" taler Popper om, at videnskabsmænd "bliver enige" om observationer.
Dette synspunkt blev til dels udarbejdet på basis af Poppers beundring for Einstein, hvis teorier havde ekstremt præcise forudsigelser, og hans foragt for psykoanalysen. God videnskab er at fremlægge hypoteser, for så at stille sig åben for kritisk prøvning. Hvis det ikke sker, er der kun tale om myter eller metafysik. Psykoanalysen var, ifølge Popper, således udarbejdet, at en hvilken som helst tænkelig menneskelig adfærd kunne forklares ud fra denne, og således kunne den ikke falsificeres. Ufalsificerbare teorier afvises af Popper som uvidenskabelige. Han mente også, at den biologiske evolutionsteori var ufalsificerbar. En anden strategi Popper afviser, er at formulere en teori så vagt, at man ikke kan modbevise det, hvilket han anser som obskurantisme. Han anser blandt andre Henri Bergson og Martin Heidegger for at være obskurantister. Der er gjort mange forsøg på at anvende falsifikationsteorien i historisk forskning, som imidlertid har haft vanskeligt ved at overvinde det grundlæggende problem, at historikere normalt ikke opstiller hypoteser. I praksis giver historiske kilder kun sjældent mulighed for at foretage slutninger, der kan falsificeres.

### Politisk filosofi
Popper betegnede Marxismen som et selvimmuniserende tankesystem, dvs. det er lukket fra kritik udefra. En tilsvarende kritik formulerede han om psykolanalysen og senere creationismen. Marxismen neutraliserer efter Poppers opfattelse al kritik ved at tilpasse den til sine færdigt opsatte tankebaner, eller affejer dem, der fremsætter kritikken med, at de må tilhøre klassefjenden. Poppers kritik af marxismen suppleres af hans betragtninger over samfundet fra "The Poverty of Historicism". I denne afviser Popper tanken om at man kan forudse historien, et synspunkt som var en central tanke for marxismen og for f.eks. Oswald Spengler. Sådanne forestillinger om, at historien har et mål betegnede Popper som historicisme. Som alternativ hertil lagde han vægt på at udrede tilsigtede og utilsigtede konsekvenser af konkrete handlinger.
Popper kritiserer også tanken om at man kan designe et samfund fra grunden af, og gør sig til fortaler for, at man kun foretager gradvise ændringer af samfundet. Han er således konservativ, og afviser enhver tanke om en grundlæggende revolution.
Popper advarer i 1945 i The Open Society om, at den sovjetiske centralplanlægning var en opskrift for dens egen undergang. Og ganske rigtigt var de eneste områder, hvor Sovjetunionen overgik Vesten, teoretiske discipliner som matematik og fysik, fordi informationsfriheden dér var uden grænser. Ligesom Bertrand Russell, som Popper så op til, mente Popper at kunne forudsige kommunismens fald af videnskabsteoretiske årsager; en centralstyret økonomi har ikke tilstrækkelig adgang til nødvendig information om alle dele af sin økonomi til at kunne fungere. Popper mente, at demokratiet havde sejret i den kolde krig, fordi demokrati er den eneste styreform med en indbygget evne til forandring og kritik af den styrende magt.

### Metafysik
Popper udarbejdede i sin sene karriere også en metafysisk teori, som er et løsningsforslag til sjæl-legeme problemer. Under dette arbejdede han tæt sammen med John Eccles, nobelpristager og hjerneforsker. Ifølge Popper er verden delt i tre sfærer: Verden 1 (fysiske ting), verden 2 (bevidstheder) og verden 3 (logiske relationer). Disse interagerer med hinanden; hvordan de gør det forklarer han ikke. Teorien har således både elementer fra Descartes' dualisme, Platons idélære og Husserls tidlige fænomenologi.

## Indflydelse
Popper har haft enorm indflydelse på senere videnskabsteori. Få filosoffer har fremført erkendelsesteorier bygget på induktion efter Popper. Hans vigtigste elever er Imre Lakatos og Paul Feyerabend. Disse har dog, især under indflydelse af begrebet om inkommensurabilitet drevet Poppers filosofi i en mere skeptisk retning. Thomas Kuhn kritiserede falsifikationsprincippet for at gøre videnskabelig udvikling umulig, idet enhver teori udvikles inden for et paradigme.

## Forfatterskab
- Popper, K. R. (1933). Logik der Forschung
- Popper, K. R. (1945). The Open Society and its Enemies. London: Routledge.
- Popper, K. R. (1957). The Poverty of Historicism. London: Routledge.
- Popper, K. R. (1959). The Logic of Scientific Discovery. London: Routledge. (Oversat fra Logik der Forschung, Wien 1935).
- Popper, K. R. (1963). Conjectures and Refutations. London: Routledge.
- Popper, K. R. (1972). Objective Knowledge. An Evolutionary Approach. Oxford: Clarendon Press.
- Popper, K. R. (1973). Kritisk rationalisme. Udvalgte essays om videnskab og samfund. Oversat fra engelsk. København: Nyt Nordisk Forlag Arnold Busck.
- Popper, K. R./Eccles, J.C. (1984). The Self And Its Brain